# Tobias Heege
Tobias Heege (* 21. Februar 1864 in Hausen an der Zaber; † 8. Oktober 1937 ebenda) war Landwirt, Gemeinderat und Landtagsabgeordneter des freien Volksstaates Württemberg. Am 17. Februar 1934 wurde er aus Dank für seine Arbeit im Dienste der Gemeinde Hausen an der Zaber mit deren Ehrenbürgerrecht ausgezeichnet.
Heege gehörte ab 1896 dem Bürgerausschuss, ab 1897 dem Gemeinderat von Hausen an der Zaber an. Von 1900 bis 1918 war er Waldmeister der Gemeinde, bis 1928 stellvertretender Waldmeister. Von 1914 bis 1923 war er außerdem Gemeindepfleger. Darüber hinaus gehörte er zahlreichen ehrenamtlichen Gremien an, darunter 20 Jahre dem Darlehenskassenverein, 40 Jahre dem örtlichen Liederkranz, er war Mitglied des Bezirksrats und der Krankenhauskommission, der württembergischen Landwirtschaftskammer sowie Vorstand des landwirtschaftlichen Bezirksvereins. 1927 rückte er als Nachfolger des verstorbenen Theodor Wolff als Abgeordneter des Württembergischen Bauern- und Weingärtnerbundes in den württembergischen Landtag nach. Wenige Tage vor seinem 70. Geburtstag wurde er zum Ehrenbürger der Gemeinde Hausen an der Zaber ernannt.